# セーラ・ウテン
セーラ・ウテン（英語: Sarah Wooten）は、イギリスおよび欧州連合の外交官。ロンドンでの本省勤務、マルタや日本各地での在外勤務を経て、2016年から2021年にかけて在大阪総領事。

## 経歴
- 1996年 - 1999年: 在大阪総領事館副領事（商務担当）[1][2]
- 1999年 - 2002年: 在名古屋領事[1][2]
- 2003年 - 2005年: 外務・英連邦省イラク局課長[1]
- 2005年 - 2007年: 外務・英連邦省欧州連合局課長[1]
- 2007年 - 2012年2月: JCL（Japan Christian Link、日本伝道隊英国本部）広報部長[1][2]
- 2012年3月 - 2013年8月: 外務・英連邦省人権推進部部長[1]
- 2013年9月 - 2016年8月: 駐日欧州連合代表部参事官[1][2]
- 2016年10月 - 2021年: 在大阪総領事[1]